# Károly Soós
Vitéz Károly Soós de Bádok (Nagyszeben, 28 juli 1869 – Steinfort, 24 juni 1953) was een Hongaars generaal en politicus die in 1920 de functie van minister van Defensie uitoefende in de regering-Simonyi-Semadam. Hij nam deel aan de contra-revolutionaire activiteiten van de tegenregering van Szeged, die gericht was op het omverwerpen van de Hongaarse Radenrepubliek. Soós werd de eerste stafchef van het Hongaars Nationaal Leger.
In de periode 1921-1922 was hij bevelhebber van het militaire district Pécs en in die hoedanigheid ook de "bevrijder" van Baranya, toen Hongarije het gezag over de regio weer overnam na de terugtrekking van de Joegoslavische troepen. In 1927 werd hij ook lid van het Magnatenhuis, dat na enkele jaren opnieuw werd ingesteld.

## Militaire carrière
- Generaal-majoor (Gyalogsági tábornok[1]): 1 mei 1925[1]
- Veldmaarschalk-luitenant (Altábornagy): 1 augustus 1920[1]
- Brigadegeneraal (Tábornok): 8 september 1917[1]

## Onderscheidingen
- Leopoldsorde
- Orde van de IJzeren Kroon
- Signum Laudis